# Helichrysum rubicundum
Helichrysum rubicundum là một loài thực vật có hoa trong họ Cúc. Loài này được (K.Koch) Bornm. mô tả khoa học đầu tiên năm 1907.